# Liste der Gerichtsbezirke in Vorarlberg
Diese Liste der Gerichtsbezirke in Vorarlberg listet alle bestehenden Gerichtsbezirke sowie die ehemaligen Gerichtsbezirke im Bundesland Vorarlberg auf.

## Geschichte

Gerichtsbezirke in Vorarlberg, Stand 1. Juli 2017

Die heute bestehenden Gerichtsbezirke gehen auf das Jahr 1849 zurück. Nach der Aufhebung der bisherigen Gerichtsbarkeit wurde durch eine Kundmachung der Landes-Gerichts-Einführungs-Kommission die Übertragung der Justizgeschäfte den neu bestellten landesfürstlichen Gerichten übertragen.
Ausgehend vom Oberlandesgericht Innsbruck (dem in bestimmten Fällen der Gerichts- und Cassationshof in Wien in letzter Instanz unterstand) wurden die drei Landesgerichte Innsbruck (für den Kreis Innsbruck), Bozen (Kreis Brixen) und Feldkirch (Kreis Vorarlberg) sowie die zwei Senate Trient und Roveredo für den Kreis Trient geschaffen. Den Landesgerichten bzw. den Senaten waren wiederum die Bezirksgerichte unterstellt, wobei 66 Bezirksgerichte in Tirol und 6 Bezirksgerichte in Vorarlberg entstanden. Diese 72 Gerichtsbezirke bildeten gleichzeitig die unterste Ebene der Gerichtsbarkeit.
Wenngleich Vorarlberg 1861 ein „Land“ mit eigenem Landtag und Landesausschuss wurde, blieb die Gerichtsorganisation bestehen und das Landesgericht Feldkirch dem Oberlandesgericht Innsbruck unterstellt. Die Zugehörigkeit zum Oberlandesgericht Innsbruck setzte sich auch nach der Auflösung des Habsburgerreiches fort. Im Gegensatz zu anderen Bundesländern blieben in Vorarlberg alle 1849/50 gegründeten Bezirksgerichte bis zum Jahr 2017 bestehen. Der „Gerichtsbezirk Bregenzerwald“ wurde jedoch in „Gerichtsbezirk Bezau“ umbenannt.
Am 25. September 2015 gab Justizminister Wolfgang Brandstetter bekannt, dass das Bezirksgericht Montafon und damit der Gerichtsbezirk im Jahr 2017 aufgelöst werde. Die Zuständigkeit ging daher mit 1. Juli 2017 auf das Bezirksgericht Bludenz über, die Gemeinden des Gerichtsbezirks Montafon wurden Teil des Gerichtsbezirks Bludenz. In den Jahren zuvor waren diese Pläne bereits mehrfach gefasst und aufgrund des anhaltenden Widerstands der Vorarlberger Landesregierung verworfen worden.

## Bestehende Gerichtsbezirke
Alle Bezirksgerichte in Vorarlberg unterstehen dem Landesgericht Feldkirch.
Die Tabelle enthält im Einzelnen folgende Informationen:
| GRKZ:               | Gerichtsbezirkskennziffer (lt. Statistik Austria)                                                   |
| Gerichtsbezirk:     | Name des Gerichtsbezirkes                                                                           |
| Politischer Bezirk: | Politischer Bezirk, in dem der Gerichtsbezirk liegt                                                 |
| Bevölkerung:        | Zahl der gemeldeten Bewohner mit Hauptwohnsitz im jeweiligen Gerichtsbezirk (Stand: 1. Jänner 2024) |
| Fläche:             | Fläche der Gerichtsbezirke in km² (Stand: 2016)                                                     |

| GRKZ | Gerichtsbezirk | Politischer Bezirk | Bevölkerung | Fläche     |
| ---- | -------------- | ------------------ | ----------- | ---------- |
| 8021 | Bezau          | Bregenz            | 29.062      | 588,497449 |
| 8011 | Bludenz        | Bludenz            | 65.954      | 1.287,64   |
| 8022 | Bregenz        | Bregenz            | 108.811     | 274,86467  |
| 8031 | Dornbirn       | Dornbirn           | 93.418      | 172,36     |
| 8041 | Feldkirch      | Feldkirch          | 112.728     | 278,31     |

## Ehemalige Gerichtsbezirke
Die Tabelle enthält im Einzelnen folgende Informationen:
| Gerichtsbezirk:     | Name des Gerichtsbezirkes                                                        |
| Politischer Bezirk: | Politischer Bezirk, in dem der Gerichtsbezirk zuständig war                      |
| Auflösung:          | Datum, mit dem die Auflösung des Gerichtsbezirkes rechtswirksam wurde            |
| Zugewiesen zu:      | Gerichtsbezirk, dem das Gebiet des aufgelösten Gerichtsbezirkes zugewiesen wurde |

| Gerichtsbezirk | Politischer Bezirk | Auflösung    | Zugewiesen zu |
| -------------- | ------------------ | ------------ | ------------- |
| Montafon       | Bludenz            | 1. Juli 2017 | Bludenz       |

## Nachweise und Quellen
- Statistik Austria: Klassifikationen: Gerichtsbezirke – Tabellen, Thematische Karten, Weitere Informationen (österreichweit)
- Kurt Klein (Bearb.): Historisches Ortslexikon. Statistische Dokumentation zur Bevölkerungs- und Siedlungsgeschichte. Hrsg.: Vienna Institute of Demography [VID] d. Österreichische Akademie der Wissenschaften. Vorarlberg (Onlinedokument, Erläuterungen. Suppl.; beide PDF – o.D. [aktual.]). Datenbestand: 30. Juni 2011

1. ↑  Landesgesetz- und Regierungsblatt für das Kronland Tirol und Vorarlberg, 1849, Nr. 292: Kaiserliche Verordnung vom 26. Juni 1849, womit die Organisierung der Gerichte in dem Kronlande Tirol und Vorarlberg genehmigt wird.
2. ↑  Landesgesetz- und Regierungsblatt für das Kronland Tirol und Vorarlberg. 1850, I. Stück, Nr. 1: Kundmachung der Landes-Gerichts-Einführungs-Kommission vom 29. November 1849, über die Gerichts-Organisierung in dem Kronlande Tirol und Vorarlberg
3. ↑  Bezirksgericht Montafon bleibt länger bestehen. Artikel auf vorarlberg.ORF.at vom 15. Juni 2016.
4. ↑  Bezirksgericht Montafon endgültig geschlossen, auf vorarlberg.orf.at am 30. Juni 2017
5. ↑  Bezirksgericht Montafon: Kritik an Schließung. Artikel auf vorarlberg.ORF.at vom 25. September 2015.
6. ↑  Statistik Austria – Bevölkerung zu Jahresbeginn nach administrativen Gebietseinheiten (Bundesländer, NUTS-Regionen, Bezirke, Gemeinden) 2002 bis 2024 (Gebietsstand 1.1.2024) (ODS)
7. ↑  Gemeindeverzeichnis, Stand 1.1.2016, Statistik Austria, Wien 2016.